# Resolutie 1630 Veiligheidsraad Verenigde Naties
Resolutie 1630 van de Veiligheidsraad van de Verenigde Naties werd op 14 oktober 2005 unaniem door de VN-Veiligheidsraad aangenomen en verlengde de waarnemingsgroep die de schendingen van het wapenembargo tegen Somalië onderzocht.

## Achtergrond
In 1960 werden de voormalige kolonies Brits Somaliland en Italiaans Somaliland onafhankelijk en samengevoegd tot Somalië. In 1969 greep het leger de macht en werd Somalië een socialistisch-islamitisch land. In de jaren 1980 leidde het verzet tegen het totalitair geworden regime tot een burgeroorlog en in 1991 viel het centrale regime. Vanaf dat moment beheersten verschillende groeperingen elke een deel van het land en enkele delen scheidden zich ook af van Somalië.

## Inhoud

### Waarnemingen
Het was dringend nodig dat de Somalische leiders aan een politieke dialoog begonnen en dat de overgangsinstellingen effectief gingen besturen.
De sterke groei van de wapenstroom naar Somalië, die in strijd was met het wapenembargo tegen dat land, werd veroordeeld en was een bedreiging voor het vredesproces. Alle lidstaten, en vooral de landen in de regio, moesten maatregelen treffen tegen de schenders. Verder moest ook het toezicht op het embargo worden verbeterd.

### Handelingen
Alle lidstaten waren verplicht de maatregelen in resolutie 733 uit 1992 na te leven.
De secretaris-generaal werd gevraagd de waarnemingsgroep, die schendingen van het embargo onderzocht en een lijst met de schenders onderhield, opnieuw voor zes maanden op te richten.

## Verwante resoluties
- Resolutie 1558 Veiligheidsraad Verenigde Naties (2004)
- Resolutie 1587 Veiligheidsraad Verenigde Naties
- Resolutie 1676 Veiligheidsraad Verenigde Naties (2006)
- Resolutie 1724 Veiligheidsraad Verenigde Naties (2006)

Lijst ·  1581 ·  1582 ·  1583 ·  1584 ·  1585 ·  1586 ·  1587 ·  1588 ·  1589 ·  1590 ·  1591 ·  1592 ·  1593 ·  1594 ·  1595 ·  1596 ·  1597 ·  1598 ·  1599 ·  1600 ·  1601 ·  1602 ·  1603 ·  1604 ·  1605 ·  1606 ·  1607 ·  1608 ·  1609 ·  1610 ·  1611 ·  1612 ·  1613 ·  1614 ·  1615 ·  1616 ·  1617 ·  1618 ·  1619 ·  1620 ·  1621 ·  1622 ·  1623 ·  1624 ·  1625 ·  1626 ·  1627 ·  1628 ·  1629 ·  1630 ·  1631 ·  1632 ·  1633 ·  1634 ·  1635 ·  1636 ·  1637 ·  1638 ·  1639 ·  1640 ·  1641 ·  1642 ·  1643 ·  1644 ·  1645 ·  1646 ·  1647 ·  1648 ·  1649 ·  1650 ·  1651